# الخوف البدائي (فلم)
الخوف البدائي (بالإنجليزية: Primal Fear) هو فيلم جريمة دراما وإثارة أمريكي أنتج عام 1996، وهو من إخراج غريغوري هوبليت وبطولة ريتشارد جير وإدوارد نورتون. ويحكي الفيلم قصة محامي الدفاع، مارتن فيل (جير)، الذي يدافع عن صبي، هارون ستامبلر (نورتون)، بتهمة قتل أحد الأساقفة الكاثوليك. الفيلم استنادا إلى رواية وليام ديل التي صدرت عام 1993 والتي تحمل نفس الاسم. تلقى دور نورتون في الفيلم جوائز متعددة، بما في ذلك الترشيح لجائزة الأوسكار لأفضل ممثل مساعد.

## القصة
مارتن فيل ( ريتشارد جير) محامي دفاع عن قضايا الجريمة. متغطرس ولكن ناجح ولامع في عمله ودائما ما يحب الظهور الإعلامي في التلفزيون وصفحات الجرائد وبسبب شغفه الزائد للضجة الإعلامية يأخذ على عاتقه قضيه المتهم فيها شاب يدعى ارون ستامبلر ( إدوارد نورتن) حائر ومفلس لا يستطيع تحمل تكاليف محامي والذي وجد لاحقا ملطخا بدماء الضحية على ثيابه بعد هروبه من مسرح الجريمة أما الضحية هو أحد أعلام شيكاجو وأحد شخصياته البارزة رئيس الأساقفة الكاثيولوكي.
فيل لايهتم بكون المتهم مذنب ام لا بقدر اهتمامه بالفوز في القضية فتجده يصنع نسخته الخاصة من الحقيقة بنفسه ويبيعها على الجميع خاصة بعد اكتشاف حالة انفصام الشخصية التي يعاني منها المتهم.
شغف فيل بالفوز في هذه القضية جعله يستغل كل ما يمكن استغلاله من أعدائه بالإضافة إلى رئيسه السابق في مكتب المدعي العام بل وصل به الحد أن يستغل علاقته المعقدة مع حبيبته والتي بدورها تمثل الدفاع عن الضحية ولكن ما أدركه فيل أن رغبته العارمة في الفوز قد أعمته وأوقعته في الفخ.

## الممثلون
- ريتشارد جير بدور مارتن فيل
- لورا ليني بدور جانيت فانبيل
- جون ماهوني بدور القاضي شوت
- ألفري وودارد بدور القاضي شوات جون شونيسي
- فرانسيس مكدورماند بدور د. مولي ارنقتون
- إدوارد نورتونبدور هارون ستامبلر
- تيري كوين بدور بود تانسي
- أندريه بروير بدور تومي قودمان
- ستيفن باور بدور جوي بينيرو
- جو سبانو بدور أبيل ستينر
- توني بلانا بدور مارتينيز
- ستانلي أندرسون بدور رئيس الأساقفة روشمان
- مورا تيرني بدور نعومي تشانس
- جون سيدا بدور اليكس

## روابط خارجية
- مقالات تستعمل روابط فنية بلا صلة مع ويكي بيانات